# Zsozef Jakovlevics Kotyin
Zsozef Jakovlevics Kotyin (orosz betűkkel: Жозеф Яковлевич Котин; Pavlograd, ma: Pavlohrad Ukrajnában, 1908. március 10. – Leningrád, 1979. november 21.) szovjet  harckocsitervező, a leningrádi Kirov Gyár (Kirovszkij Zavod) főkonstruktőre, a második világháború alatt a harckocsigyártásért felelős népbiztosság helyettes vezetője, 1968–1979 között hadiipari miniszterhelyettes volt. Számos ismert szovjet harckocsi tervezése fűződik a nevéhez.

## Életrajza
1932-ben végzett a Dzerzsinszkij Katonai Műszaki Akadémián. 1937-ben nevezték ki a Kirov Gépgyár főkonstruktőrének (az SZKB–2 tervezőiroda vezetőjének). 1939-ben tervezte meg az első szovjet nehézharckocsikat, az SZMK és a KV (Kliment Vorosilov) típusokat. A második világháború alatt is nehézharckocsik, illetve az azok bázisán épített  önjáró lövegek és egyéb harcjárművek fejlesztésével foglalkozott. Vezetésével tervezték 1942-ben a KV–8 és KV–1SZ, majd 1943-ban az ISZ–1 (Ioszif Sztálin) és ISZ–2 nehézharckocsikat. Kotyin nevéhez kötődik több nehéz alvázra épülő önjáró löveg, mint az SZU–152, ISZU–152 és az ISZU–122 megalkotása. A második világháború idején nem csak tervezőként dolgozott, hanem a harckocsigyártás megszervezése terén is tevékenykedett népbiztos-helyettesként. 1945 után a harckocsik mellett traktorokat is tervezett, de Kotyin volt a főkonstruktőre a PT–76 úszó harckocsinak, illetve az ennek alvázán alapuló harcjárműveknek.
1968-tól miniszter-helyettesként irányította a hadiipart, tervezői tevékenységet ekkor már nem végzett. 1972-től a szovjet védelmi minisztérium tudományos-műszaki tanácsának is tagja lett. Munkásságáért négyszer kapott Sztálin-díjat, 1941-ben pedig a Szocialista Munka Hőse kitüntetést is megkapta. Az SZKP-nak 1932-től volt tagja. Később párttisztségeket is betöltött, 1946–1950, majd 1966–1970 között a Szovjetunió Legfelsőbb Tanácsának a képviselője volt.